# Polydore Vergil
Polydore Vergil o Virgil (1470 – 15 d'abril de 1555), de nom original Polidore Vergilio, fou bisbe de Bath i Wells a Anglaterra i influent humanista.
Vergil nasqué a la ciutat d'Urbino i fou educat a Pàdua i possiblement a Bolonya, on és probable que estigués al servei del Duc d'Urbino, Guido Ubaldo. Després d'un període com a camarlenc del Papa Alexandre VI, el 1501 va marxar cap a Anglaterra. Allí feu amistat amb importants humanistes anglesos com Thomas More, William Grocyn i John Colet i treballà d'administrador papal. El 1504 el van nomenar bisbe de Bath i de Wells.
A començaments de 1515 va entrar a la presó arran d'una carta on criticava durament a Enric VIII d'Anglaterra i el cardenal Thomas Wolsey; tanmateix, i gràcies al suport de gent poderosa com Caterina de Mèdici i el Papa Lleó X, va sortir de la presó el nadal del mateix any. Amb tot, Polydore Vergil es va convertir en una figura important gràcies a la seva obra Anglicae historia libre XXVI (Història d'Anglaterra en vint-i-sis llibres), la primera edició de la qual es faria a Basilea el 1534. El llibre que fa vint-i-set, sobre el reialme d'Enric VIII, s'afegiria a la tercera edició de 1555, després de la mort del rei. Aquesta obra tingué una gran importància a Anglaterra perquè marcà profundament la historiografia anglesa i fou, a més a més, font d'inspiració de William Shakespeare. Tanmateix, avui dia la Historia Anglica de Polydore Vergil ha quedat obsoleta i no és acceptada per la historiografia anglesa sense importants modificacions i matisos.
De menor importància són els llibres De inventoribus Rerum (1499), i Liber proberbiorum (1498), una col·lecció de proverbis i aforismes amb reflexions de caràcter moral. Liber de Prodigiis (1526), obra dedicada a Francesco Maria, Duc d'Urbino, i traduïda a l'italià (1546), a l'anglès (1546) i al castellà (1550), transcripció d'un diàleg en llatí entre Polydore i el seu amic de Cambridge Robert Ridley.

## Obres principals
- Liber proverbiorum (1498)
- De rerum inventoribus (1499)
- Liber prodigiis (1526)
- Historia Anglica XXVI (1536), el 1555 s'afegeix un volum sobre Enric VIII